# Hastbrücke
Die Hastbrücke ist eine Doppelzugklappbrücke über die Havel in Zehdenick in Brandenburg.

## Geschichte
Bereits von alters her befand sich an dieser Stelle eine Brücke, die von Zehdenick über die Havel und ihren Damm zum später eingemeindeten Dorf Hast führte.
Etwa in der Mitte des 18. Jahrhunderts wurde die Brücke zum ersten Mal als einflüglige Holz-Zugbrücke errichtet und hatte sich vom Aussehen bis 1979 kaum verändert. Da an dieser Stelle schon immer ein wichtiger Havelübergang war und die Schiffer mit ihren hoch beladenen Kähnen nicht unter der Brücke hindurchkamen, musste hier für eine zeitsparende Lösung gesorgt werden. Denn die Schiffer nahmen die Brücke, die zuvor nur aus Brettern bestand, einfach auf und legten sie dann manchmal, vielleicht um Zeit zu sparen, nicht wieder zurück.
Bis zum Anfang des 19. Jahrhunderts wurde die Brücke als Hohe Brücke bezeichnet. Diese Brücke wurde mehrfach erneuert. Am 28. April 1945 wurden alle drei Zehdenicker Brücken, darunter auch die Hastbrücke, kurz vor Ende des Zweiten Weltkriegs von der deutschen Wehrmacht gesprengt. Nach dem Krieg erfolgte ein Wiederaufbau.
In den Jahren 1991/92 wurde dann durch die Firma Klaas Siemens Stahlbau aus Emden die heutige zweiflüglige Stahlkonstruktion errichtet. Die Einweihung fand zur 775-Jahr-Feier Zehdenicks statt.

## Bilder

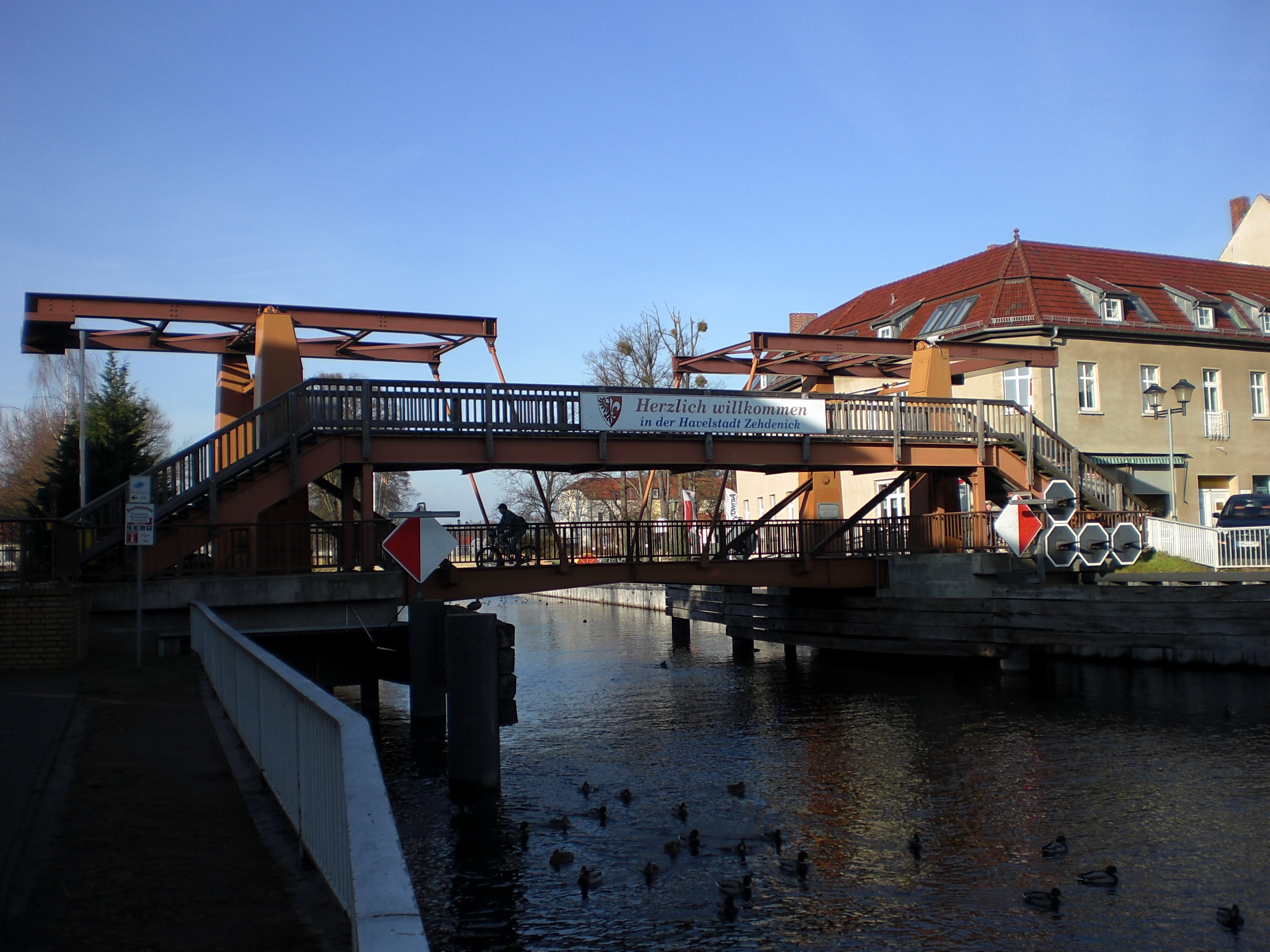
Geschlossen
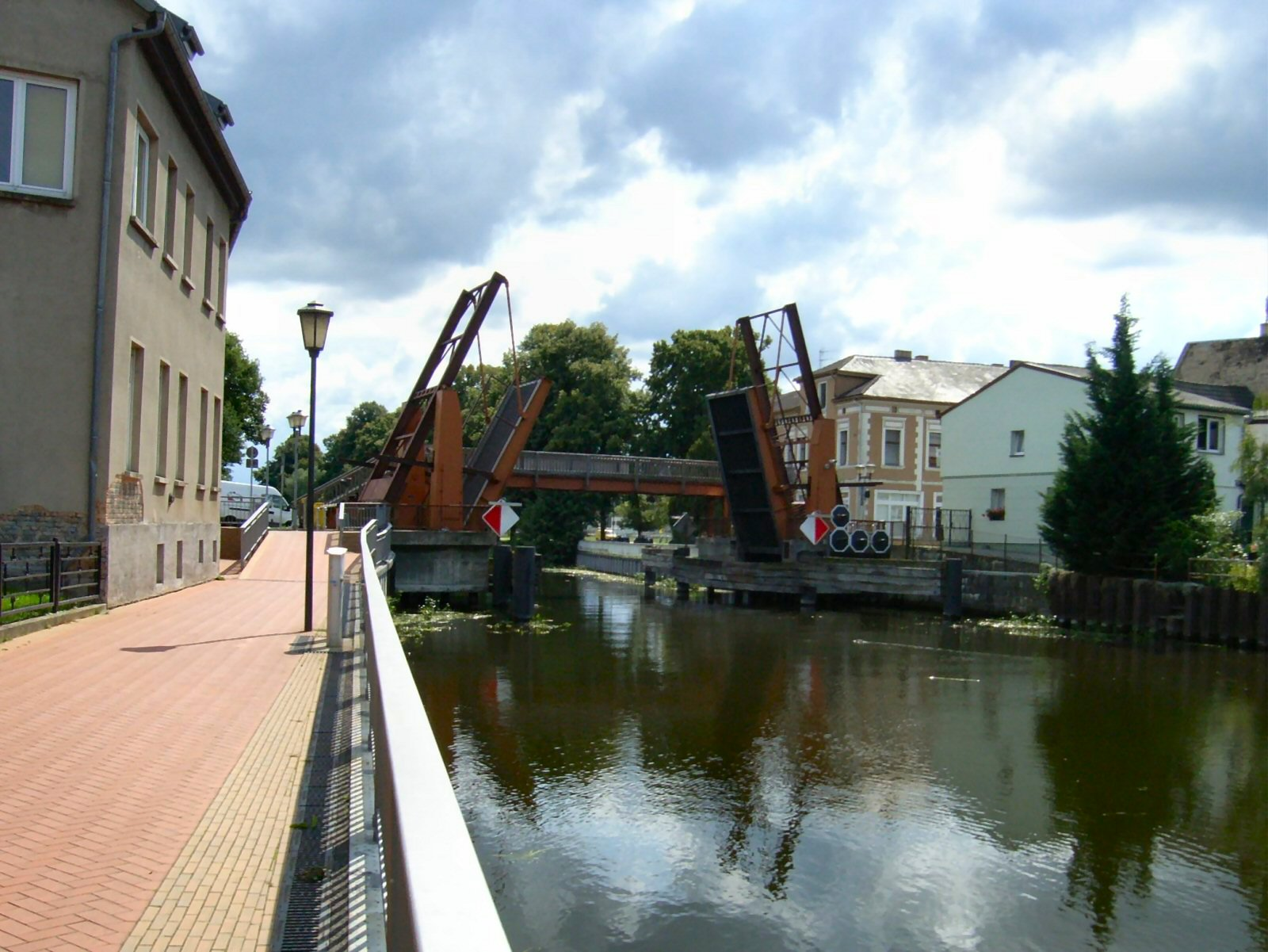
Geöffnet
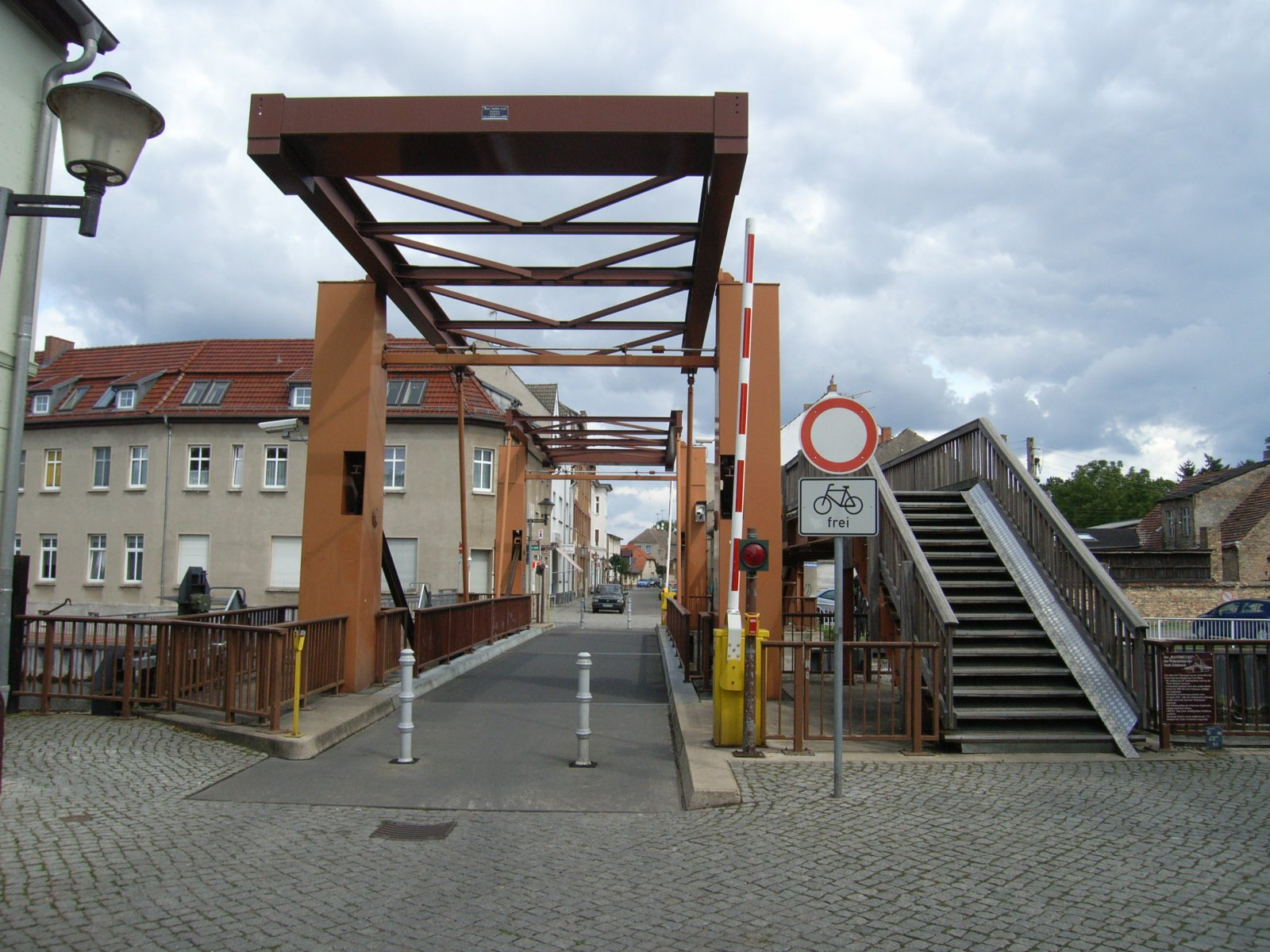
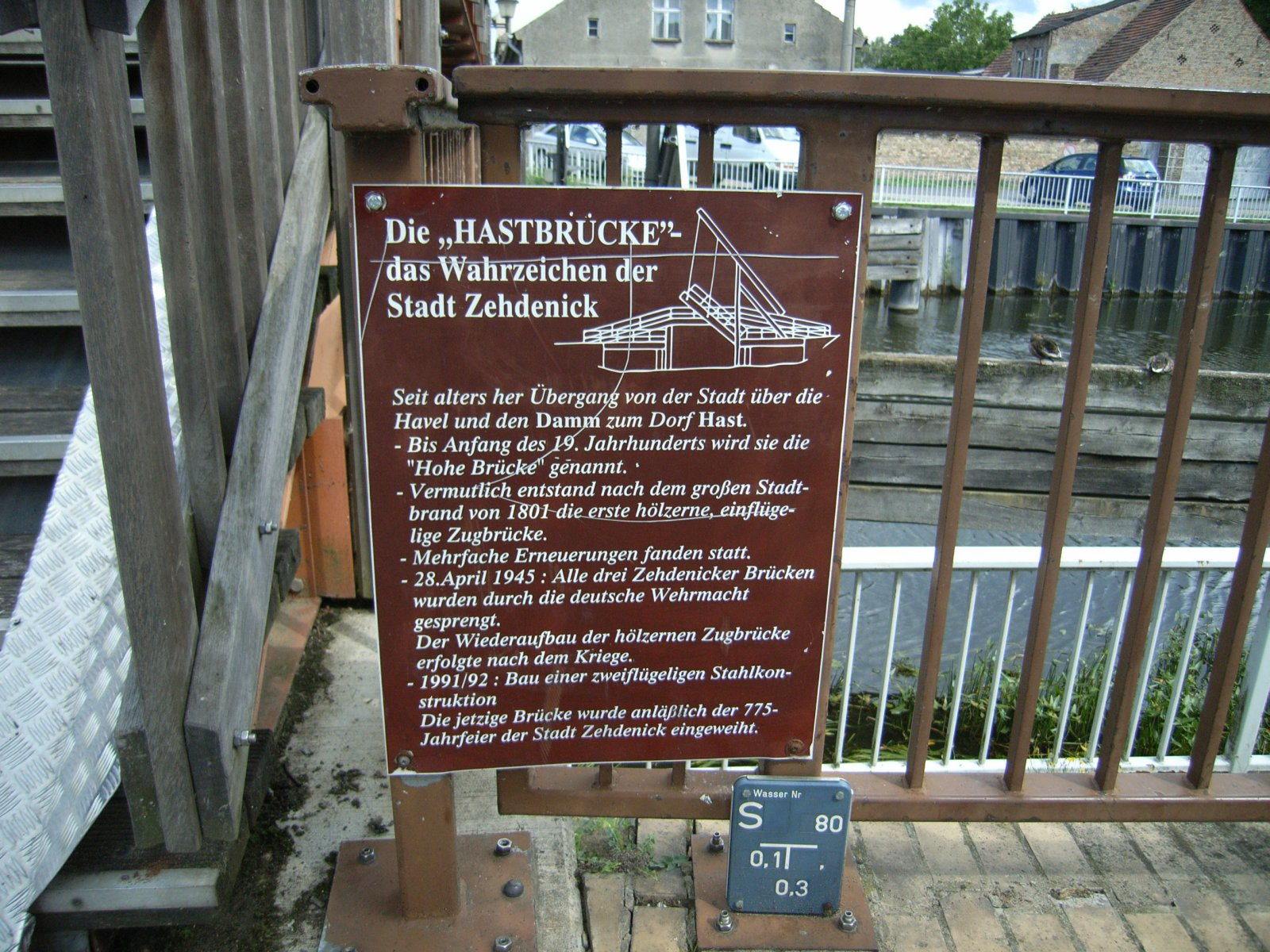
Infotafel